# كرغي
كرغي (بالإنجليزية: Karegi)‏ هي منطقة سكنية تقع في سيستان وبلوتشستان في إيران. يقدر عدد سكانها بـ 329 نسمة بحسب إحصاء 2016.